# Трикери (Идра)
Трикери (греч. Τρίκερι) — необитаемый остров в Греции, в юго-западной части Эгейского моря, называемой в древности Миртойским морем, к югу от острова Докос, между островами Спеце и Идра. Административно относится к общине Идра в периферийной единице Острова в периферии Аттика. Наивысшая точка 127 м над уровнем моря.

## История
Павсаний называет остров Трикрана (Три головы, др.-греч. Τρίκρανα от κάρα — голова).
Согласно археологическим находкам на острове существовал источник воды и поселение раннеэлладского периода, имевшее тесные торговые отношения с Кикладами. Об этом свидетельствуют остатки каменных орудий. В бронзовом веке жители занимались животноводством. Исчезновение природного источника воды на острове в позднеэлладский период вызвало переселение жителей на остров Идра и на побережье в области современного города Эрмиони на материке.

## Население
| Год  | Население, человек |
| ---- | ------------------ |
| 1991 | 0                  |
| 2001 | 4                  |
| 2011 | ↘ 0                |